# 贵州红山茶
贵州红山茶（学名：Camellia kweichouensis）为山茶科山茶属的植物。分布于中国大陆的贵州等地，目前尚未由人工引种栽培。